# 普利茅斯薩頓和德文波特 (英國國會選區)
普利茅斯穆爾維尤（英語：Plymouth Sutton and Devonport），英國國會一自治市選區，位於英格蘭德文郡普利茅斯的西南部地區。設於2010年。
2010年大選中保守黨的奧利佛·科爾維爾以34.3%選票擊敗尋求連任、工黨的琳達·吉爾羅伊，勝出該區。